# Distrito de Szikszó
El distrito de Szikszó (húngaro: Szikszói járás) es un distrito húngaro perteneciente al condado de Borsod-Abaúj-Zemplén.
En 2013 tenía 17 566 habitantes. Su capital es Szikszó.

## Municipios
El distrito tiene una ciudad (en negrita) y 23 pueblos.
Ciudad
- Szikszó

Pueblos
- Abaújlak
- Abaújszolnok
- Alsóvadász
- Aszaló
- Felsővadász
- Gadna
- Gagybátor
- Gagyvendégi
- Halmaj
- Hernádkércs
- Homrogd
- Kázsmárk
- Kiskinizs
- Kupa
- Léh
- Monaj
- Nagykinizs
- Nyésta
- Pamlény
- Rásonysápberencs
- Selyeb
- Szászfa
- Szentistvánbaksa